# Khanchög Wangpo
Khanchög Wangpo (1350-1405) was een Tibetaans tulku. Hij was de tweede shamarpa, een van de invloedrijkste geestelijk leiders van de karma kagyütraditie in het Tibetaans boeddhisme en van de kagyütraditie in het algemeen.